# Vörös Hadsereg Frakció
A Vörös Hadsereg Frakció (németül Rote-Armee-Fraktion, röviden RAF), eleinte vezetőiről elnevezve, Baader–Meinhof-csoport (németül: Baader-Meinhof-Gruppe vagy Baader-Meinhof-Bande) egy szélsőbaloldali terrorszervezet, amely 1968 és 1998 között tevékenykedett Nyugat-Németországban. Alapítója Andreas Baader, Gudrun Ensslin, Horst Mahler, Irmgard Möller és Ulrike Meinhof. Kezdetben olyan neves értelmiségiek is rokonszenveztek a csoporttal, mint Jean-Paul Sartre és Heinrich Böll.
A Vörös Hadsereg Frakció diákmozgalmakból bontakozott ki, alapelve az antikapitalizmus és a neomarxizmus volt. Elutasította az imperializmust, különösképpen annak vezető hatalmát, az Amerikai Egyesült Államokat, amely Indokínában folytatott háborút. A szervezet tagjai Nyugat-Németországot a Harmadik Birodalom folytatásának tekintették. Tagjai tudatosan vállalták az erőszakot céljaik elérése érdekében, mert abban bíztak, hogy az akcióikra adott, szintén erőszakos fellépés leleplezi majd a „rendőrállamot” és az „állami terrorizmust”, valamint tevékenységükkel elérhetik a forradalom kitörését.
A terrorszervezet a harmadik világ felszabadítási mozgalmait akarta segíteni az imperializmus központjában folytatott háborújával, tagjai magukat városi gerillákként definiálták. Radikalizálódásukban kulcsszerepe volt a Benno Ohnesorg-gyilkosságnak. A szervezetnek soha nem volt tíz-húsz embernél több tagja, az utánpótlás a Vörös Segély-csoportokból és a Kínzásellenes Bizottságokból érkezett.
Kezdetben, az 1970-es évek elején a német fiatalok jelentős része szimpatizált a mozgalommal, az elveivel egyetértett, később azonban az egyre durvuló módszerek miatt támogatásuk egyre csökkent. A RAF-ot külföldről is támogatták, elsősorban a keletnémet titkosszolgálat és palesztin szélsőségesek.
Célpontjaik általában az államapparátus emberei voltak: ügyészek, gyáriparosok és bankvezetők. Módszereik egyre könyörtelenebbek lettek, a kinézett célpontok testőreit és a rendőröket habozás nélkül gyilkolták meg. Mivel szerintük a vietnámi amerikai bombázások az imperializmus lényegét testesítették meg, előszeretettel támadtak Németországban működő amerikai katonai létesítményeket.
1972-ben a rendőrség sikerrel lépett fel ellenük és letartóztatott vezetőinek pere 1975-ben kezdődött meg. Eközben megszerveződött a terrorszervezet második generációja, amely véres akciókkal sikertelenül próbálta meg elérni fogvatartott vezetőinek szabadon bocsátását. Miután balul sült el az ehhez csatlakozó palesztin gépeltérítési kísérlet, a börtönben lévő vezetők öngyilkosságot követtek el 1977. október 18-án.
A második nemzedék vezetőinek börtönbe kerülése után új irányítói lettek a RAF-nak, akik az 1980-as évek első felében számos további támadást követtek el. A keleti blokk összeomlása és az így elmaradt anyagi és erkölcsi támogatás megroppantotta a szervezetet. A Vörös Hadsereg Frakció 1991. április 4-én követte el utolsó merényletét, és hét évvel később bejelentette megszűnését. A szervezet működésének három évtizede alatt 32 embert gyilkolt meg, a tagjai közül pedig 26 vesztette életét.

## Előzmények

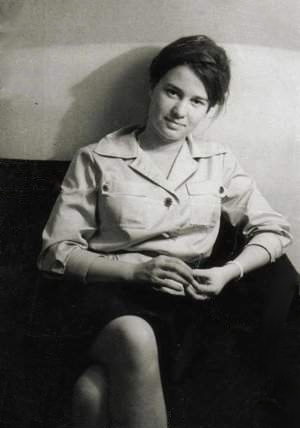
Ulrike Meinhof, a szervezet ideológusa

Az 1960-as évek végén a fejlett ipari társadalmak jelentős részében megjelentek a baloldali ifjúsági mozgalmak. Az Amerikai Egyesült Államokban fő követeléseik polgárjogi jellegűek voltak, Nyugat-Európában, főleg Franciaországban és Nyugat-Németországban viszont az idősebb generáció által megtestesített társadalmi berendezkedés ellen lázadtak. A baloldali német fiatalok fő célja az autokratának tekintett hatalom megváltoztatása, a vietnámi háború és a fejlődő világ elnyomása elleni tiltakozás volt.
Gretchen Dutschke-Klotz, a baloldali diákszövetség (Sozialistische Deutsche Studentenbund) karizmatikus vezetője, Rudi Dutschke felesége így emlékezett vissza erre az időszakra később: „A kezdetekkor a hangulat euforikus volt. Egyre több ember csatlakozott a mozgalomhoz, és emiatt úgy éreztük, hogy valóban tudunk változtatni a dolgokon.” A kezdeti sikerek azonban nem vezettek áttöréshez: a mozgalmak nem tudták megszólítani a németek többségét, és kevéssé érintették meg a baloldal hagyományos bázisát, a munkásokat és a szakszervezeteket.
Erőteljes lökést adott viszont a diákmozgalmaknak, hogy 1966-ban a kereszténydemokraták és a legnagyobb baloldali párt, az SPD nagykoalíciót kötött. A radikális baloldalt felháborította, hogy a spanyol polgárháború veteránja, Willy Brandt olyanokkal fogott össze, akiknek nemzetiszocialista múltjuk volt. Rudi Dutschke azonnal meghirdette a parlamenten kívüli baloldali ellenzéki összefogást. A kezdeményezés lényege az volt, hogy a kormányzattal szembeni ellenzékiséget az „utcának” kell képviselnie a parlament helyett, ráadásul nemcsak szavakban, hanem irányított akciókkal is. A baloldali diákokat felháborította, hogy a Nemzetiszocialista Német Munkáspárt korábbi tagjai továbbra is fontos pozíciókat töltenek be a társadalomban, demokratikus változásokat követeltek, és elutasították a burzsoá társadalmat. Ekkor lettek fontos elemei a politikai vitáknak a nők és a gyerekek jogai, vagy a szexuális liberalizáció.
A jobboldali sajtó, elsősorban az Axel Springer-csoport lapjai egyre ellenségesebben írtak a diákokról, Rudi Dutschkét például az állam ellenségének nevezték. Megerősödtek a diákokat elutasító antikommunista mozgalmak, különösen Nyugat-Berlinben. 1967. június 2-án itt történt a demonstrációk történetének első erőszakos halálesete, a Benno Ohnesorg-gyilkosság, amikor a Reza Pahlavi iráni sah látogatása ellen tüntetők összecsaptak az uralkodó támogatóival és a rendőrökkel. Ez óriási lökést adott a baloldali radikalizmusnak. Gudrun Ensslin a Szocialista Diákszövetségben már aznap éjjel kijelentette: „Ez Auschwitz nemzedéke, ezek ellen nem lehet érvelni! Erőszakra csak erőszakkal lehet válaszolni.”
Egy év múlva, 1968. április 11-én egy antikommunista meggyőződésű fiatalember, Josef Bachmann a nyílt utcán fejbe lőtte Rudi Dutschkét. Ettől kezdve megszaporodtak az erőszakos megmozdulások. Ulrike Meinhof a Konkret című lapban a merénylet után azt fejtegette, hogy az erőszakra hasonló eszközökkel kell válaszolni.
A baloldali diákok általában harcoltak a tekintélyelvűség ellen, és többségük a vietnámi háború miatt Amerika-ellenes lett. A demonstrációkon gyakran skandálták a vietnámi kommunista vezető, Ho Si Minh nevét. Fő ellenségük azonban a kancellár, a Nemzetiszocialista Német Munkáspárt korábbi tagja, Kurt Georg Kiesinger által megszemélyesített régi rend volt. Günter Wallraff később így beszélt erről: „Bűnözők nemzedéke irányította a társadalmat a háború után, és senki nem beszélt arról, mit tettek. (…) Úgy éreztük, valami drámainak kell történnie.”

## A RAF első akciói

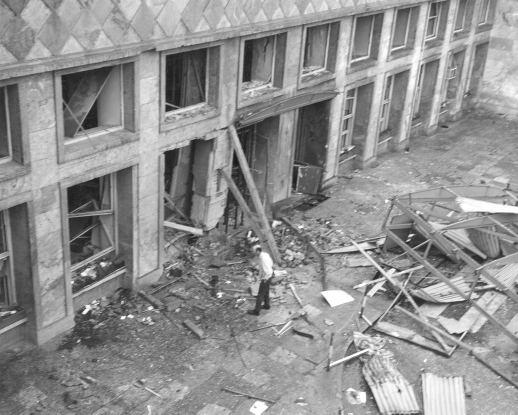
A frankfurti Terrace Club a támadás után

A Vörös Hadsereg Frakció első erőszakos akcióját 1968. április 2-án követte el, amikor négy tagja – Andreas Baader, Gudrun Ensslin, Thorwald Proll és Horst Söhnlein – felgyújtott két frankfurti áruházat. Két nap múlva elfogták őket. A bíróság előtt Andreas Baader és barátnője, Gudrun Ensslin azt mondta, hogy a vietnámi háború elleni tiltakozásként követték el tettüket. Elítélték őket, de a másodfokú tárgyalásig szabadlábra kerültek, ám Baadert 1970. április 4-én ismét letartóztatták. Akkorra már ügyvédjükkel, Horst Mahlerrel, aki az ezredforduló után a neonácikhoz csatlakozott, megkezdték egy városi gerillacsoport szervezését.
1970. május 14-én a szervezet felfegyverzett tagjai kiszabadították Baadert, akit azért szállítottak át a Német Központi Társadalomtudományi Intézetbe, hogy Ulrike Meinhof újságíró interjút készítsen vele. Meinhof a többiekkel együtt illegalitásba vonult, és a szervezet első számú ideológusa lett. Az akcióban az intézmény egyik dolgozója súlyosan megsérült.
1970. június 5-én a szervezet kiadta első közleményét az Agit 883-ban, amelyben kifejtette, hogy tagjai városi gerilláknak tekintik magukat. Céljuk a hatalom és az ellenzék, valamint a fejlődő világ és kizsákmányolói közötti konfliktus eszkalálása, valamint az antiimperialista fegyveres ellenállás kirobbantása. Ekkor használták először a RAF elnevezést. A manifesztumban kifejtették, hogy a RAF teremt kapcsolatot a legális és illegális harc, a nemzeti és nemzetközi harc, a politikai és a fegyveres harc, valamint a nemzetközi kommunista mozgalom stratégiai és taktikai pozíciója között. Céljuk az, hogy Nyugat-Európában az imperializmus központjában segítsék a harmadik világ harcát elnyomóik ellen.
A csoport tagjai 1970 nyarán Jordániába utaztak, ahol a Palesztinai Felszabadítási Szervezettől fegyveres kiképzést kaptak. Forrásaikat németországi bankrablásokból töltötték fel. 1970. szeptember 29-én három berlini pénzintézetet fosztottak ki. Horst Mahlert 1970. október 8-án letartóztatták és 14 év börtönbüntetésre ítélték. A rendőrség, válaszul a sorozatos akciókra, felállított egy RAF-ellenes osztagot.
1971. július 15-én egy rendőri akcióban lelőtték a szervezet egyik tagját, Petra Schelmet. Ebben az évben három bankrablást követtek el, január 15-én két intézményt fosztottak ki Kasselben, december 22-én egyet Kaiserslauternben. Az utóbbi akció során megöltek egy rendőrt.
A szervezet 1972. május 11-én, a vietnámi kommunisták iránti szolidaritásból, pokolgépes merényletet követett el az amerikai hadsereg tiszti klubja, a Terrace Club ellen, amelyben egy katona meghalt, 13 megsebesült. Másnap három bombát robbantottak Augsburgban, a rendőrségnél, hogy megbosszulják társuk, Thomas Weisbecker halálát, valamint Münchenben követtek el pokolgépes merényletet. Május 15-én bombát robbantottak egy szövetségi bíró autójában, amelyet a támadáskor felesége használt. A nő súlyosan megsérült, de túlélte a támadást. A terroristák az akcióval azt akarták megtorolni, hogy szerintük egyik letartóztatott társuk nem kapott megfelelő ellátását a börtönben. Május 19-én pokolgépet robbantottak a hamburgi Springer-épületben, válaszul a médiakonszern baloldalellenes írásaira. Habár telefonon figyelmeztették a szerkesztőséget, az akcióban 17-en megsebesültek. Öt nap múlva lecsaptak az amerikai hadsereg heidelbergi bázisára, és megöltek három embert, így bosszulva meg a Vietnám elleni aknablokádot és a szőnyegbombázásokat. Habár ezek az akciók emberéleteket követeltek és sebesüléseket okoztak, a Wolfgang Buddenberg bíró elleni pokolgépes merénylet kivételével nem konkrét személyek ellen irányultak. A RAF első generációja „általában” támadott katonai létesítményeket és rendőrőrsöket, míg a későbbi generációk előszeretettel likvidáltak  fontos beosztású, nagy hatalmú embereket.
Később, 1975 augusztusában, Ulrike Meinhof így határozta meg harcmodorukat: „A városi gerilla akciói sohasem irányulnak a nép ellen. Azok mindig az imperialista apparátus elleni akciók. A városi gerilla az állam terrorizmusa ellen harcol.” A Springer-ház elleni robbantás azonban megmutatta, hogy a harcnak nemcsak az „apparátus” emberei esnek áldozatul.

## A per

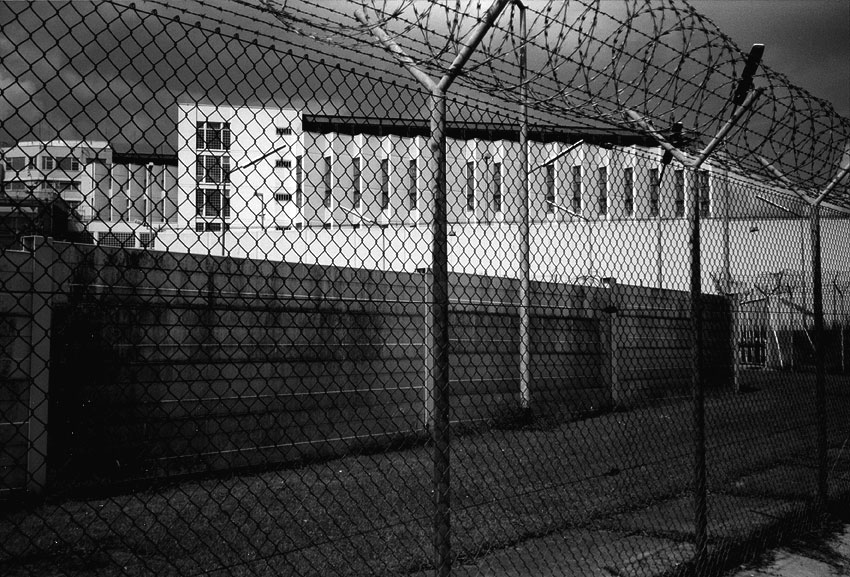
A stammheimi börtön

1972 nyarán a hatóságok letartóztatták Ulrike Meinhofot, és tűzharcban elfogták Andreas Baadert, Jan-Carl Raspét és Holger Meinst Frankfurtban. Egy hét múlva Gudrun Ensslin is rendőrkézre került. Szintén őrizetbe vették Brigitte Mohnhauptot, Bernhard Braunt, Gerhard Müllert, Klaus Jünschkét és Irmgard Möllert. Ulrike Meinhof 1974. szeptember 13-ai, a börtönben írt nyilatkozatában leszögezte, hogy a harc célja továbbra is az imperialista rendszer politikai, gazdasági és kulturális dominanciájának megsemmisítése, amire csak a proletár internacionalizmus alkalmas.
Stuttgart-Stammheimben 1975. május 21-én kezdődött meg a per, amelyet Holger Meins már nem ért meg éhségsztrájkja miatt. A tárgyalás zavartalan lebonyolítását számos törvénymódosítással akarta biztosítani a parlament. Többek között megtiltották a csoportos védelmet, vagyis azt, hogy egy védő több vádlottat is képviseljen, és könnyítettek a védők kizárását lehetővé tevő szabályokon. Kimondták: a per akkor is folytatható, ha a vádlott önhibájából – például éhségsztrájkja miatt – nem jelenik meg azon. A tárgyalások akadoztak, a vádlottak gyakran tettek politikai kinyilatkoztatásokat és szidalmazták a bíróságot, „fasiszta seggfejnek” vagy „imperialista államdisznónak” nevezve az elnököt. Emiatt az gyakran élt a rendreutasítás lehetőségével.
A tárgyalás idején a terroristák rossz egészségi állapotban voltak, ami elsősorban éhségsztrájkjaik következménye volt. Ezeket az akciókat elkülönítésük, az általuk „izolációs kínzásnak” nevezett elhelyezésük megszüntetéséért folytatták. 1976. május 9-én Ulrike Meinhof egy törülközővel felkötötte magát a cellájában; az önkezűséget családtagjai és a szervezet tagjai is vitatták. Öngyilkosságában szerepet játszhatott, hogy a börtönben Baader és Ensslin döntött minden fontos kérdésben, illetve Ensslin a tárgyalóteremben elhatárolta a RAF-ot az egyetlen olyan akciótól, az Axel Springer-székház elleni támadástól, amely Meinhof nevéhez fűződött. A bíróság 1977. április 28-án négy gyilkosság és három tucat gyilkossági kísérlet miatt életfogytiglanra ítélte a vádlottakat.

## A német ősz
Ugyan a terrorszervezet vezetőinek első generációja börtönben volt, de a RAF szabadlábon lévő tagjai újjászervezték a csoportot. A terrorszervezet második generációja úgy döntött, hogy a bebörtönzött tagok szabadon bocsátásáért erőszakos akciókat indít. 1975. április 24-én megtámadták a stockholmi német nagykövetséget, túszokat ejtettek, és Andreas Baader és 25 társa elengedését követelték. Az akció modellje a Június 2. Mozgalom hasonló túszejtése volt február-márciusban, amikor az elrabolt Peter Lorenz kereszténydemokrata politikusért cserébe hat társukat szabadon bocsátották. Helmut Schmidt kancellár nem alkudozott, és a svéd rendőrök megostromolták az épületet. Az akcióban két túsz – Andreas von Mirbach katonai attasé és Heinz Hillegaart gazdasági attasé – és két terrorista meghalt.
1976 őszén és telén számos RAF-szimpatizánst és támogatót vettek őrizetbe a hatóságok. Szinte mindegyikőjüket a büntető törvénykönyv 129. paragrafusának A pontjával, vagyis terrorszervezet támogatásával vádolták meg. A letartóztatások ellen 2956 demonstráció volt szerte az országban az év végéig, és megkezdődött a később „német őszként” elhíresült időszak.

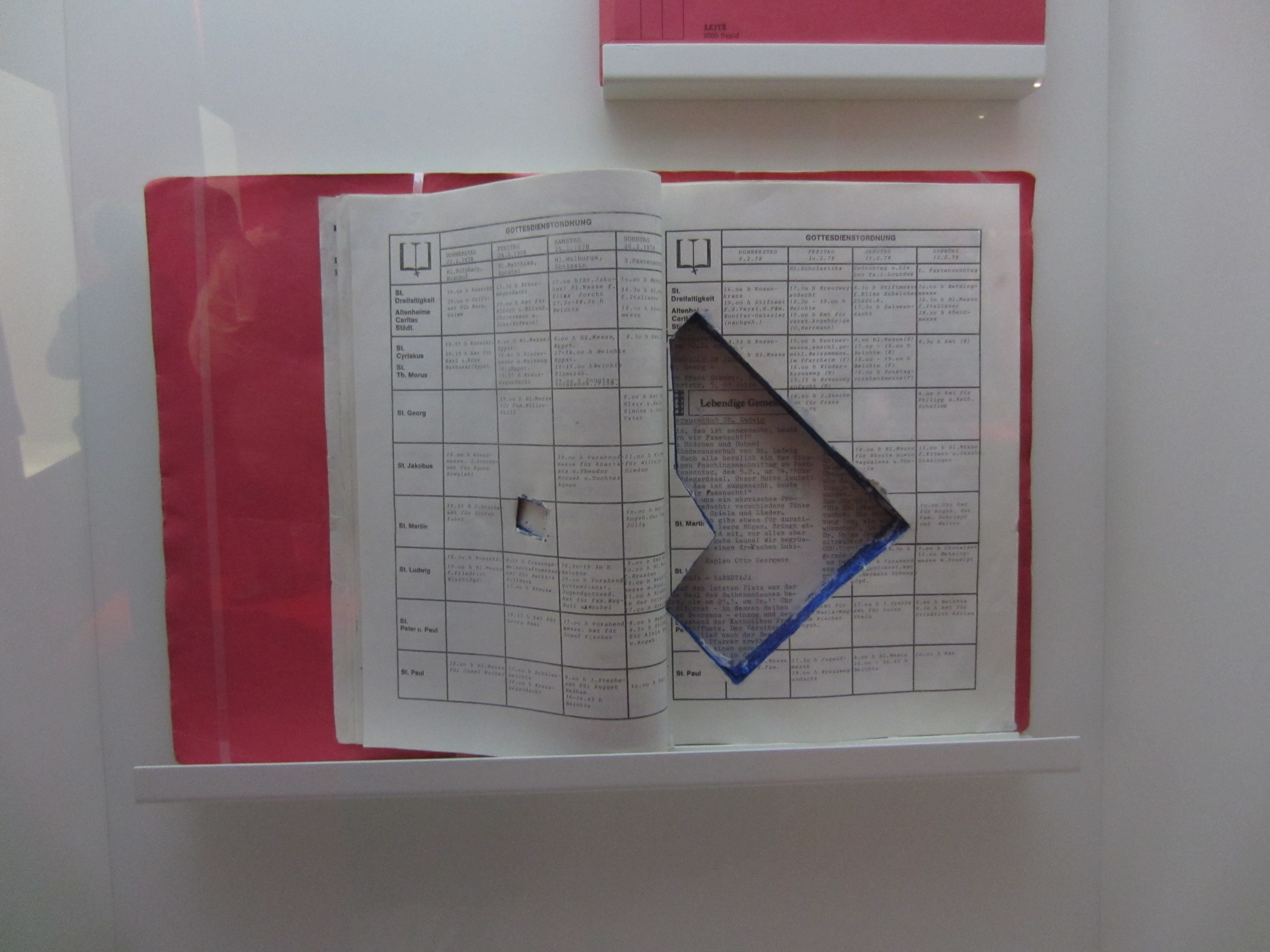
Hanno Böck felvétele az aktacsomagról, amelyben fegyvert csempésztek be Baaderéknek a börtönbe

1977. január 4-én a szervezet támadást intézett egy amerikai tüzérségi bázis ellen Gießenben. Több terrorista meghalt. Február 8-án szabadlábra került Brigitte Mohnhaupt, aki átvette a RAF irányítását. 1977. április 7-én a terroristák meggyilkolták a vádat képviselő Siegfried Buback szövetségi főügyészt, mivel őt tartották felelősnek Holger Meins 1974. november 9-ei haláláért. Szintén felelősnek tartották az egyik stockholmi támadó, Siegfried Hausner haláláért, aki szerintük nem kapott megfelelő kórházi kezelést a nagykövetség ostroma után.
A terrorszervezet korábbi támadásaitól eltérő új irányvonal Jürgen Ponto, a Dresdner Bank vezetőjének frankfurti meggyilkolásával folytatódott július 30-án. A RAF célpontjai az államapparátus és a gazdasági szektor kulcsfigurái lettek. Szeptember 3-án bombát robbantottak a szövetségi ügyész hivatalában, hogy elérjék a börtönben tartott RAF-tagok izolálásának megszüntetését. Szeptember 5-én elrabolták Hanns-Martin Schleyert, a gyáriparosok szövetségének elnökét, egykori SS tisztet, és a kíséretében lévő rendőröket pedig agyonlőtték. Schleyer szabadon bocsátásáért a bebörtönzött RAF-terroristák elengedését követelték. A rendőrség soha korábban nem látott erőkkel kereste a gyárost, de nem sikerült a nyomára bukkannia.
Október 13-án palesztin radikálisok eltérítették a Mallorcából Frankfurtba tartó Lufthansa-gépet Rómába. Azt követelték, hogy a hatóságok engedjenek szabadon tizenegy német és két palesztin terroristát. Utóbbiakat Isztambulban tartották fogva. A RAF közleményben támogatta az akciót. A gép később Ciprusra, Bahreinbe és Dubajba, majd Mogadishuba repült a német túszokkal. Utolsó állomásukon a terroristák agyonlőtték a gép kapitányát. Miközben a repülőgép újabb és újabb helyekre repült, Hans-Jürgen Wischnewski külügyminiszter több országot (Algéria, Jemen, Líbia és Irak) is megpróbált meggyőzni arról, hogy fogadják be a szabadon engedni tervezett terroristákat. Október 18-án a mogadishu-i repülőtéren a német terrorelhárítók megrohanták a gépet, és megöltek három géprablót, a negyediket pedig súlyosan megsebesítették.
A hírek hatására Andreas Baader, Gudrun Ensslin és Jan-Carl Raspe október 18-án öngyilkos lett. Baader és Raspe az ügyvédjük által becsempészett FÉG-pisztolyt, Ensslin kötelet használt. Irmgard Moeller túlélte öngyilkossági kísérletét, és később azt állította, megszúrták. Az ügyvéd nem tudott róla, hogy egyik RAF-szimpatizáns alkalmazottja fegyvert rejtett el az iratai között. Másnap Schleyer elrablói megölték túszukat, és egy autó csomagtartójában hagyták a holttestet.

## Ideológiai alapvetések

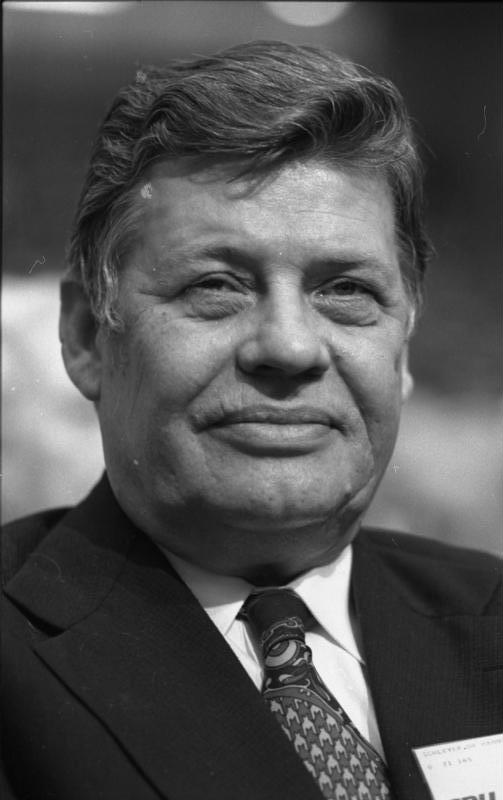
Hanns-Martin Schleyer, akit 1977-ben gyilkoltak meg

1978-ban Christian Klar vette át a szervezet irányítását, és több sikeres bankrablást hajtottak végre. A Vörös Hadsereg Frakció 1979. június 25-én hallatott újra magáról, amikor megpróbálta meggyilkolni az amerikai NATO-főparancsnokot, Alexander Haig tábornokot. 1981-ben a bebörtönzött RAF-tagok több éhségsztrájkot tartottak, amelyekben április 16-án meghal Sigurd Debus.
A Vörös Hadsereg Frakció csaknem kétéves hallgatás után, 1981. augusztus 31-én bombát robbantott a ramsteini amerikai légi bázisnál, két héttel később pedig Frederick Kroesen amerikai tábornokot próbálta megölni Heidelbergben. Habár ezek az akciók sikertelenek voltak, rámutattak arra, hogy a RAF korántsem fejezte be tevékenységét.
A ramsteini akció után közleményt adtak ki, amelyben leírták, hogyan látják az 1980-as évekre kialakult, Vietnám utáni politikai helyzetet: „A pusztítás imperialista háborúja most visszatér a harmadik világból Európába, ahonnan indult. Európa és a Német Szövetségi Köztársaság lakói rájönnek, hogy ez a változás a pusztulásukat hozza, ha nem állítják meg. Közvetlen ismereteket szereznek az ázsiai, afrikai és latin-amerikai emberek évszázadok óta tartó valóságáról, az imperializmus általi elnyomottak közé tartozásról.” Hasonló víziót fogalmaztak meg a Haig tábornok elleni akció után is: „A világ új amerikai támadással szembesül. (…) Nyugat-Európa már nem az imperializmus hátországa, ahonnan háborút visel. Most, a harmadik világ szabadságharcainak győzelmeivel, a nyugat-európai gerillák erősödésével, a teljes imperializmus krízistől szenved, és Nyugat-Európa a világ frontvonalának része lett.”
1982 májusában a RAF kiadta A gerilla, az ellenállás és az antiimperialista front című hitvallását, amelyben hasonló célokat és elképzeléseket vázolt fel. Nagy jelentőséget tulajdonítottak a nyugat-európai ellenállásnak, amelyet a világméretű harc sarokkövének tekintettek. A közlemény legfontosabb eleme a szervezet újrapozicionálása volt. Míg a RAF korábban a harmadik világ felszabadítási harcait a nyugat-európai nagyvárosokból utóvédként támogató, annak magát alárendelő fegyveres szervezetnek tekintette magát, most már kulcsszerepet szánt magának a világméretű felszabadítási csatározásokban. A dokumentum vitát váltott ki a baloldalon, sokan úgy érezték, a Vörös Hadsereg Frakció fő célja, hogy maga alá gyűrje a hasonló ideológiájú, kevésbé szervezett mozgalmakat. 1984 júliusában az Antiimperialista Harc (Antiimperialistischer Kampf) is megfogalmazta véleményét, amelyben kritizálta az eltérést az 1970-es évekbeli irányvonaltól.

## A harmadik generáció akciói

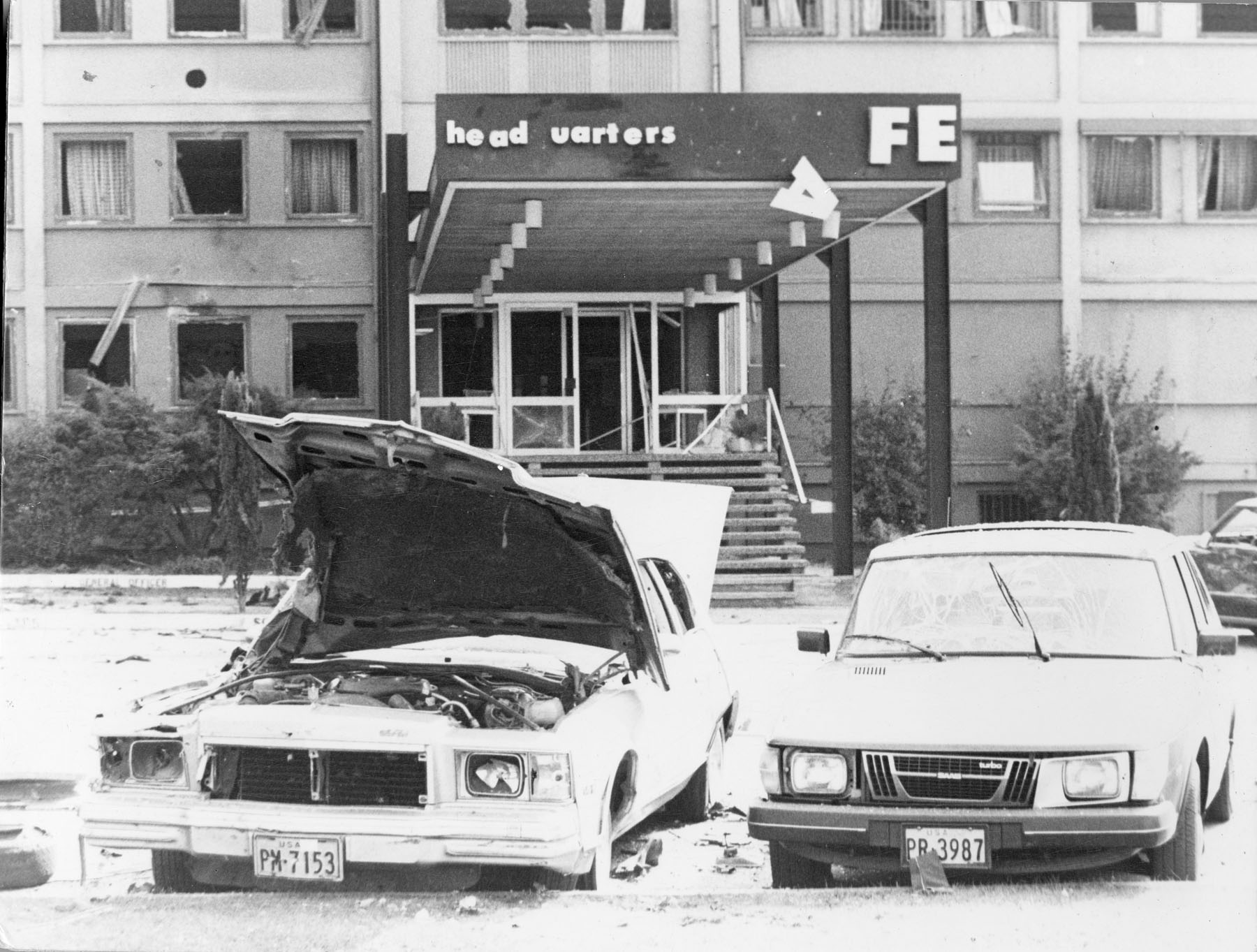
A ramsteini pokolgépes támadás helyszíne a merénylet után

A nagy port kavaró kiáltványuk utáni első RAF-akció 1984. december 18-án volt, amikor autóbombát akartak robbantani a NATO továbbképző iskolájánál, Oberammergauban. A pokolgépet felfedezték és hatástalanították. Néhány nappal később bebörtönzött RAF-tagok éhségsztrájkba kezdtek, hogy elérjék elkülönítésük megszüntetését. Decemberben és januárban a terrorszervezet számos kisebb robbantást hajtott végre, hogy nyomatékot adjon a követeléseknek. 1985. február 1-jén a terrorszervezet egyik kommandója meggyilkolta Ernst Zimmermann hadiipari gyárost.
1985 januárjában a Vörös Hadsereg Frakció és az Action directe francia gerillaszervezet közös nyilatkozatot adott ki egy nyugat-európai antiimperialista front megalakításáról. Augusztus 8-án a két szervezet együtt vállalta a felelősséget a frankfurti amerikai légi bázis elleni merényletért, amelyben két ember vesztette életét. A RAF előtte elrabolt és megölt egy amerikai katonát, Edward Pimentalt, és az ő személyazonossági irataival jutott be a támaszpontra.
A terrorszervezet támogatóit megosztotta az akció, sokan feleslegesnek tartották a gyilkosságot. Többen emlékeztettek: miközben a RAF-terroristák azt követelik, hogy hadifogolyként és ne köztörvényes bűnözőként kezeljék őket a börtönben, addig a szervezet szükségtelenül kivégezte saját foglyát. A gyilkosság olyan vitát váltott ki, hogy a RAF, addig egyedülálló módon, 1985. szeptemberben egy támogatójának adott interjúban válaszolt a kritikákra. A katona meggyilkolását azzal indokolták, hogy a RAF és az amerikai hadsereg háborúban áll. Az interjú nem nyugtatta meg a szimpatizánsok kedélyeit, ezért a terrorszervezet 1986 januárjában kénytelen volt némi önkritikát gyakorolni, ami azonban újabb vitákat gerjesztett baloldali támogatói körében.

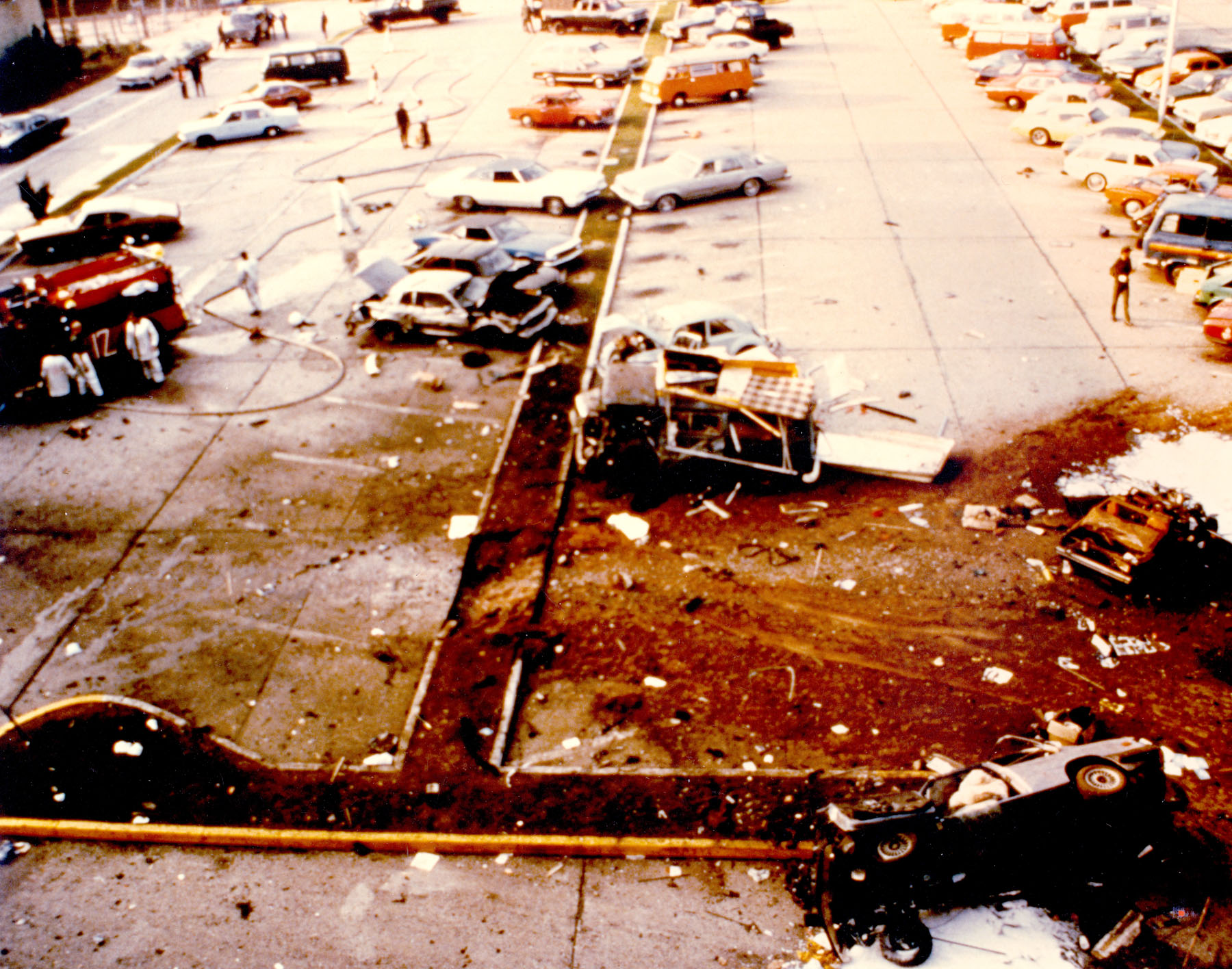
A ramsteini merénylet helyszíne a támadás után

1986. július 9-én a szervezet meggyilkolta Karl Heinz Beckurtsot, a Siemens cég elnökét, aki 1973 és 1976 között a Német Atomfórumon belüli  Nukleáris Társaság, valamint több más atomenergiát vizsgáló kutatóintézet elnöke  volt, és az úgynevezett csillagháborús projekt egyik kulcsfigurája. Augusztus 2-án a rendőrség letartóztatta Eva Haule RAF-tagot, és két támogatót, Luiti Hornsteint és Chris Klutht. Augusztus 13-án két másik támogatót, Barbel Peraut és Norbert Hofmeiert fogták el. Ezek a rendőrségi akciók kezdetei voltak egy sorozatnak, amelynek célja a RAF-támogatók kriminalizálása volt. Válaszul a Vörös Hadsereg Frakció október 10-én megölte Gerold von Braunmühlt, a külügyminisztérium politikai igazgatóját, aki a közel-keleti ügyekkel foglalkozott. A rendőrök sorozatos razziákkal és letartóztatásokkal válaszoltak.
1988. szeptember 20-án a RAF sikertelen merényletet követett el Hans Tietmeyer államtitkár ellen, aki Németországot képviselte a Nemzetközi Valutaalapban és a Világbankban. 1989. február 1-jén a bebörtönzött RAF-tagok ismét éhségsztrájkba kezdtek elkülönítésük megszüntetéséért és politikai fogolyként való kezelésükért. Akciójukat, amely nem járt eredménnyel, de a legális baloldal egy része támogatta azt. A RAF 1989. november 11-én megölte Alfred Herrhausent, a Deutsche Bank elnökét, majd 1991. április 4-én Detlev Karsten Rohweddert, a Treuhandanstalt, a kelet-német állami vagyonkezelő hivatal vezetőjét. A szervezet 1991. december 23-án az Izraelbe kivándorló orosz zsidók egy csoportja ellen intézett támadást Magyarországon, a Ferihegyi repülőtérre vezető úton. A robbantásban két magyar rendőr és több utas megsebesült.
A RAF vezetői ebben az időben kezdtek a szokásos politikai diskurzus eszközei felé fordulni a fegyveres harc helyett, aminek első komoly jele az 1992. áprilisi tűzszünet bejelentése volt. 1993. márciusban az épülő weiterstadti börtönnél robbantottak. Júniusban egy rendőri rajtaütésben lelőtték Wolfgang Gramst, a RAF egyik tagját, egy másikat, Birgit Hogefeldet letartóztatták. 1999-ben Bécsben lelőtték a szervezet tagját, Horst-Ludwig Meyert, és elfogták Andrea Klumpot. A RAF második nemzedékének több tagja életfogytiglani börtönbüntetését tölti, a harmadik generációból többeket még keresnek a rendőrök.

## A szervezet megszűnése
Az 1980-as évek végén a szélsőbaloldali terrorizmus egész Európában a végét járta. Franciaországban leszámoltak az Action directe-tel, Olaszországban a Vörös Brigádokkal, Belgiumban a Harcoló Kommunista Sejtekkel (CCC), a GRAPO-val Spanyolországban. Németországban a Forradalmi Sejtek is szakított a fegyveres harccal, és hasonló krízisen ment át a szeparatista Ír Köztársasági Hadsereg és a baszk ETA.
Óriási csapást jelentett a RAF-ra a keleti blokk összeomlása, Kelet-Németország gyors haláltusája. A nyugatnémet baloldal egyik pillanatról a másikra új helyzetben találta magát, amelyben teljességgel megváltozott a politikai és társadalmi közbeszéd. A Szovjetunió és a keleti blokk szétesése nyomán világszerte hagytak fel a fegyveres harccal a szélsőbaloldali gerillaszervezetek, melynek egyik fő oka, hogy elmaradt az onnan érkező támogatás. A RAF ebben a helyzetben nem tudta magát újrapozicionálni, és 1998. április 20-án egy nyolcoldalas, írógéppel írt közleményt faxolt el a Reuters hírügynökséghez. Ebben az állt, hogy „Közel 28 éve, 1970. május 14-én a RAF létrejött egy kiszabadítási akcióban. Ma véget ért ez a projekt. A RAF-féle városi gerilla immár történelem.” „Ezzel a közleménnyel a Vörös Hadsereg Frakció felállította saját sírkövét” – értékelte a bejelentést Horst Herold egykori főnyomozó.

## Utóélet
A Vörös Hadsereg Frakció működésének három évtizede alatt 32 embert gyilkolt meg, tagjai közül 26 halt meg. 2007. március 27-én, 24 év börtönben töltött év után, a stuttgarti körzeti bíróság feltételesen szabadlábra helyezte az akkor 57 éves Brigitte Mohnhauptot.
2016 januárjában a német hatóságok DNS-nyomok alapján megállapították, hogy a szervezet három szabadlábon lévő tagja, Ernst-Volker Staub, Daniela Klette és Burkhard Garweg több rablást követett el Németországban. Feltételezéseik szerint a trió Hollandiában él. Ők a szervezet harmadik generációjához tartoztak, és a hatóságok szerint közük volt Gerold Braunmühl diplomata, Karl Heinz Beckurts Siemens-vezető és Alfred Herrhausen bankvezető meggyilkolásához, valamint a weiterstadti börtönnél elkövetett pokolgépes robbantáshoz. Klette a gyanúsítottja a bonni amerikai nagykövetség elleni fegyveres támadásnak is.

## Megjelenése a kultúrában
A Vörös Hadsereg Frakció története két játékfilmet is ihletett: Margaretha von Trotta Ólomidő (1981) és Uli Edel A Baader-Meinhof csoport (2008) című alkotását. Gerhard Richter October 18, 1977 címmel festménysorozatot készített a RAF-tagok öngyilkosságáról.